# Унтиловка (Окнянский район)
Унтиловка (укр. Унтилівка) — село, относится к Подольскому району Одесской области Украины.
Население по переписи 2001 года составляло 53 человека. Почтовый индекс — 67932. Телефонный код — 4861. Занимает площадь 0,39 км². Код КОАТУУ — 5123182305.

## Местный совет
67932, Одесская обл., Подольский р-н, с. Малаевцы